# Mwananyamala
Mwananyamala è una circoscrizione (ward) residenziale della città di Dar es Salaam, in Tanzania, sede tra l'altro di uno degli ospedali distrettuali della città. Appartiene al distretto di Kinondoni. Al censimento del 2002 la popolazione di Mwananyamala era di 44.531 abitanti.